# Stanisław Perkowicz
Stanisław Perkowicz (ur. 19 listopada 1891, zm. 30 listopada 1925) – kapitan piechoty Wojska Polskiego.

## Życiorys
W latach 1917–1918 był oficerem 3 Dywizji Strzelców Polskich w Rosji. W latach 1919–1920, w czasie wojny z bolszewikami, walczył w szeregach Nowogródzkiego Pułku Strzelców. Był dowódcą 1 kompanii karabinów maszynowych. Wyróżnił się 11 października 1919 roku w walkach nad rzeką Ptycz. 1 czerwca 1921 roku pełnił służbę w Kowieńskim Pułku Strzelców. W latach 1921–1924 pozostawał na etacie przejściowym, a następnie w stanie nieczynnym pełniąc funkcję przedstawiciela Ministerstwa Spraw Wojskowych przy Powiatowej Komisji Nadawczej w Duniłowiczach. Do jego obowiązków należały sprawy osadnictwa wojskowego. Pozostawał wówczas w ewidencji 86 pułku piechoty w Mołodecznie. 3 maja 1922 roku został zweryfikowany w stopniu porucznika ze starszeństwem z dniem 1 czerwca 1919 roku i 308. lokatą w korpusie oficerów piechoty. 31 marca 1924 roku awansował na kapitana ze starszeństwem z dniem 1 lipca 1923 roku i 202. lokatą w korpusie oficerów piechoty. Z dniem 1 lipca 1924 roku został przydzielony z PKN Wilejka-Duniłowicze do macierzystego pułku w Mołodecznie. Z dniem 31 sierpnia tego roku został przeniesiony w stan nieczynny na okres 12 miesięcy bez prawa do poborów.
Po zwolnieniu z wojska był wójtem gminy Mańkowicze. Został zamordowany przez nieznanych sprawców 30 listopada 1925 roku na drodze z Mańkowicz do Duniłowicz, gdy przewoził do urzędu skarbowego 5300 złotych.

## Ordery i odznaczenia
- Krzyż Srebrny Orderu Wojskowego Virtuti Militari nr 4116 – 3 lutego 1922 roku[10]
- Krzyż Walecznych – trzykrotnie (po raz pierwszy w 1921[11])
- Medal Niepodległości – pośmiertnie 25 lipca 1933 roku „za pracę w dziele odzyskania niepodległości”[12]
- Medal Międzysojuszniczy „Médaille Interalliée”